# Miquel Espinós
Miquel Espinós Curto –também escrito na sua forma castelhana, Miguel Espinós Curto– (Tivenys, 12 de janeiro de 1947–ibidem, 16 de março de 2006) foi um desportista espanhol que competiu no ciclismo na modalidade de pista, especialista nas provas de perseguição e meio fundo.

Ganhou duas medalhas no Campeonato Mundial de Ciclismo em Pista, prata em 1975 e bronze em 1974.
Participou nos Jogos Olímpicos de Munique 1972, ocupando o 17.º lugar na prova de perseguição individual.
Retirou-se em 1976 e foi-lhe concedida a medalha ao Mérito Desportivo.

## Medalheiro internacional
| Campeonato Mundial | Campeonato Mundial | Campeonato Mundial | Campeonato Mundial |
| Ano                | Lugar              | Medalha            | Competição         |
| ------------------ | ------------------ | ------------------ | ------------------ |
| 1974               | Montreal ( Canadá) | Medalha de bronze  | Meio fundo (A)     |
| 1975               | Rocourt ( Bélgica) | Medalha de prata   | Meio fundo (A)     |

## Palmarés
- 1972

 Campeão da Espanha de perseguição
- 1973

 Campeão da Espanha de perseguição
- 1974

  Medalha de bronze nos Campeonato do mundo em Meio fundo depois de moto amador
 Campeão da Espanha de perseguição
 Campeão da Espanha Madison
 Campeão da Espanha Depois de moto
- 1975

 Medalha de Prata nos Campeonato do mundo em Meio fundo depois de moto amador
 Medalha de Prata nos Jogos Mediterrâneos da Argélia em perseguição por equipas.
 Campeão da Espanha de perseguição
 Campeão da Espanha Depois de moto
- 1976

 Campeão da Espanha Madison